# 奮起湖駅

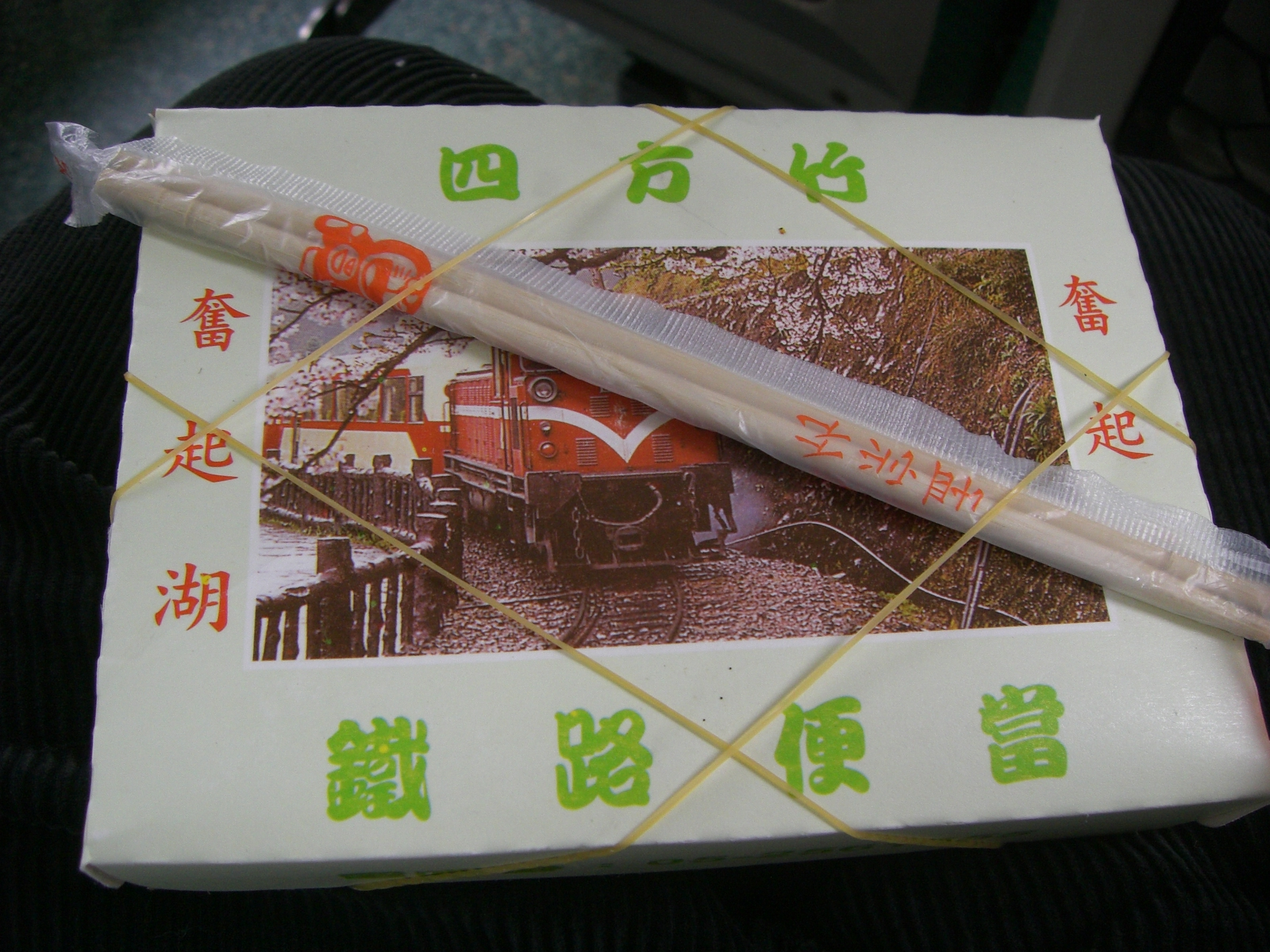
奮起湖弁当

奮起湖駅（ふんきこ-えき）は、台湾嘉義県竹崎郷にある阿里山森林鉄路阿里山線の駅である。

## 概要
駅名は付近の旧称畚箕湖(Pùn-ki-ôo)が由来。「畚箕」と「湖」は閩南語でそれぞれちりとり、窪地を意味し、当地周辺の地形と雲や霧に覆われた様子が湖のようにみえることからの命名であり、実際に湖があるわけではない。のちに同音の現在の地名に変えられた。
線内では最大の拠点駅で、標高1,403メートルに位置する。スイッチバックによる上下線列車同士の離合地点であり、かつ蒸気機関車時代はここで機関車の入れ替えや水・石炭の補給が行われていたため、停車時間を長く取っていた。そのため乗員乗客は待ち合わせ時間に街で休息や食事を取るようになり、元来から貨物の集積所であった当駅周辺の集落がより繁栄した。
そして行き交う人々に対して売りだした駅そばが車中での食事用に弁当に発展し、当地の駅弁文化が醸成され「奮起湖弁当（奮起湖便當）」となった。
当駅の地名を冠したこの弁当は現在台湾全土のセブンイレブンなどでもおなじみの存在となっている。蒸気時代の奮起湖車庫は現在県指定古跡の車庫園区として退役車両が静態保存されている。

## 利用可能な鉄道路線
阿里山森林鉄路
■阿里山線　

## 駅構造
単式ホームと島式ホーム2面2線の地上駅。

### 画像

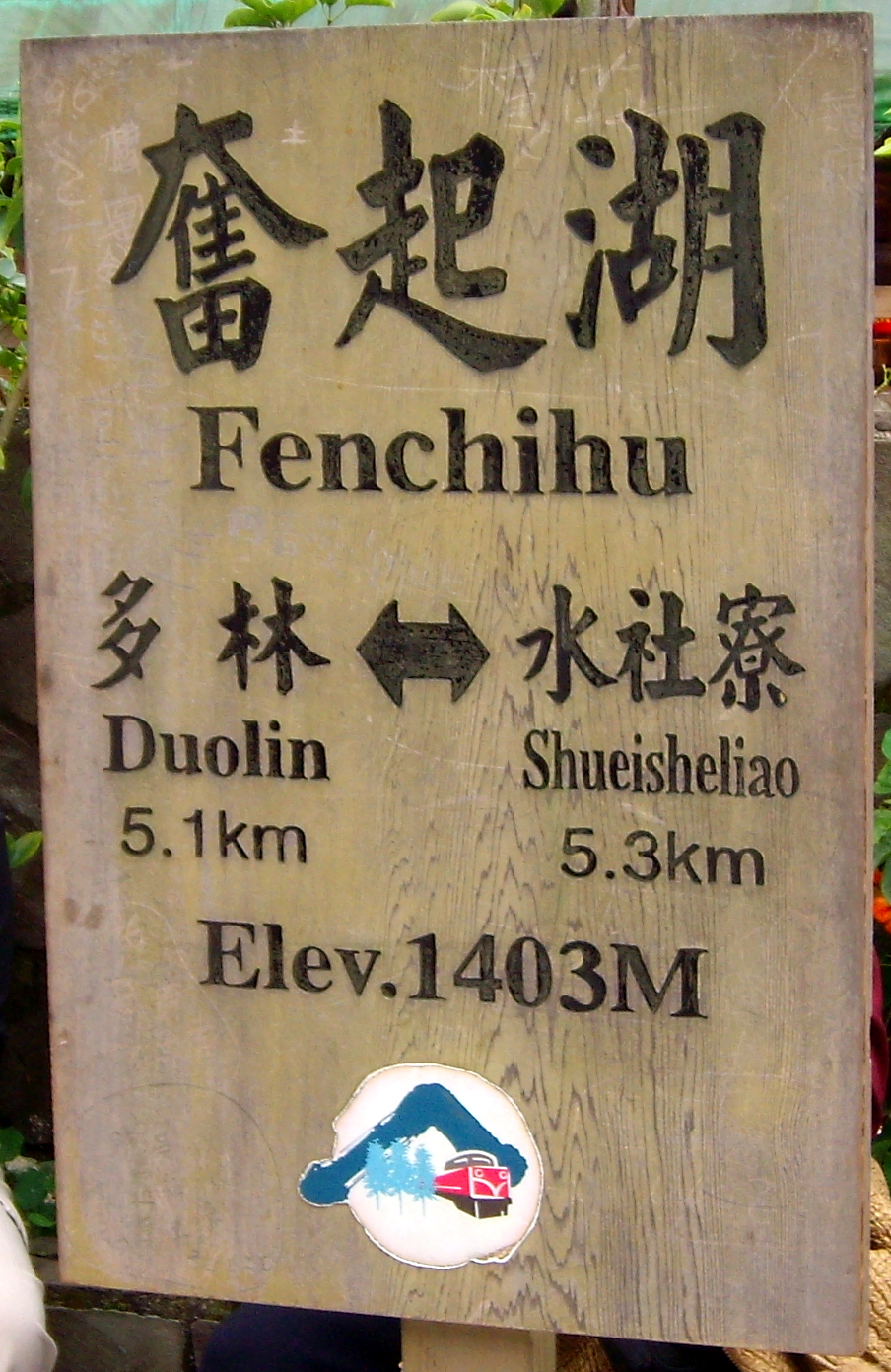
奮起湖駅名標
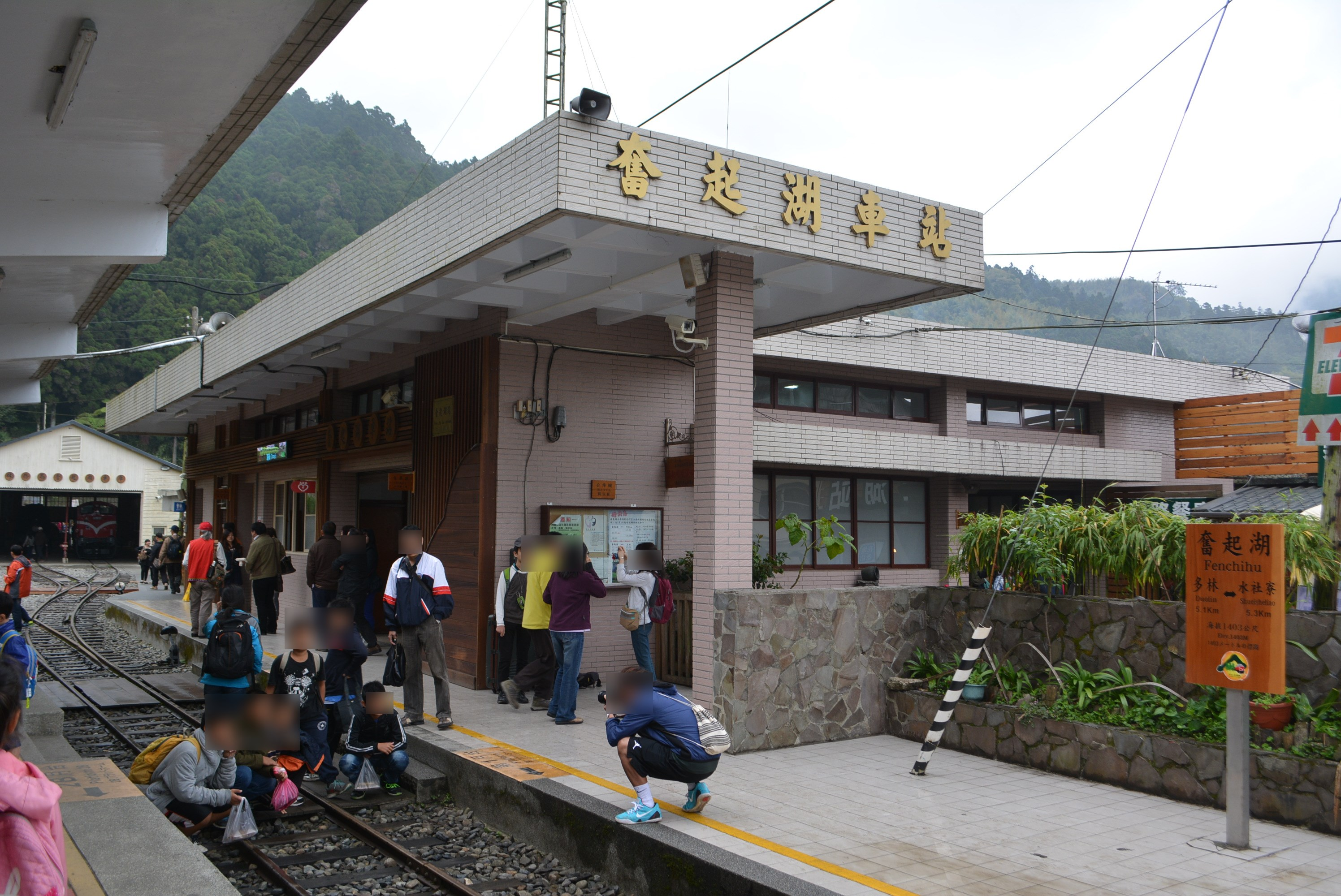
ホーム
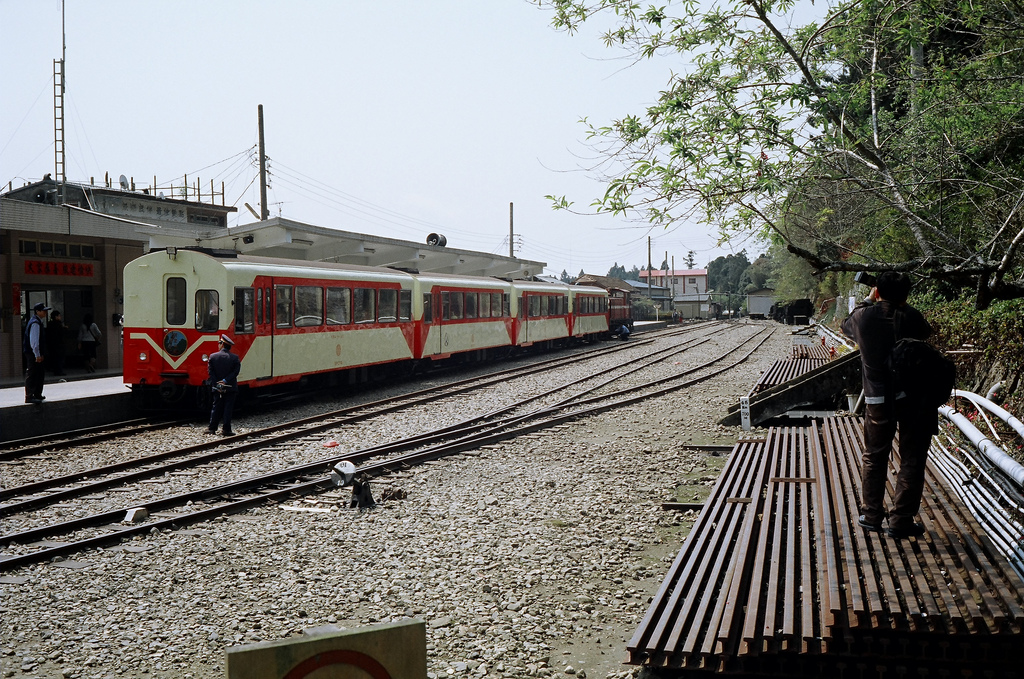
奮起湖駅での阿里山号
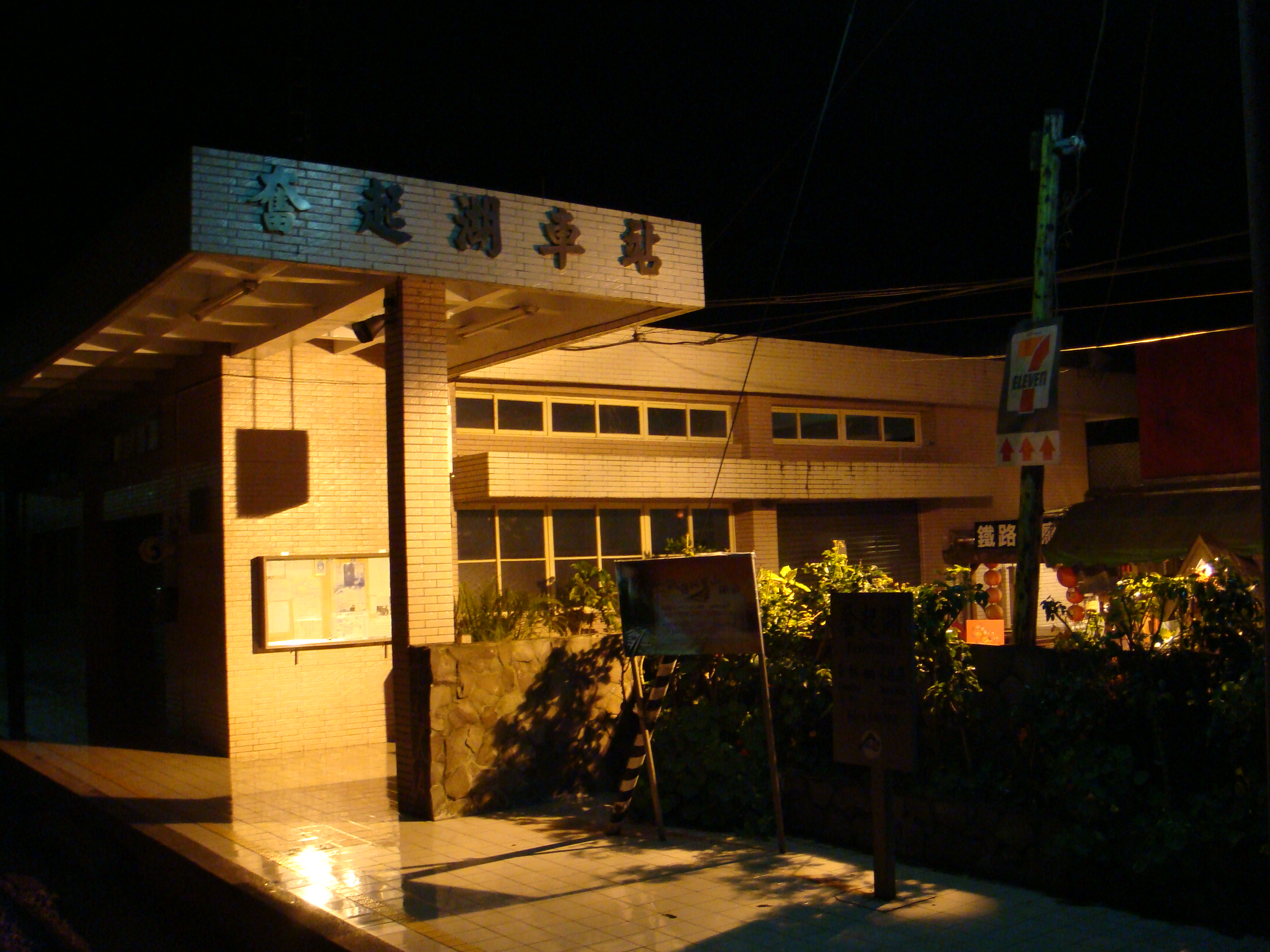
夜間の奮起湖駅
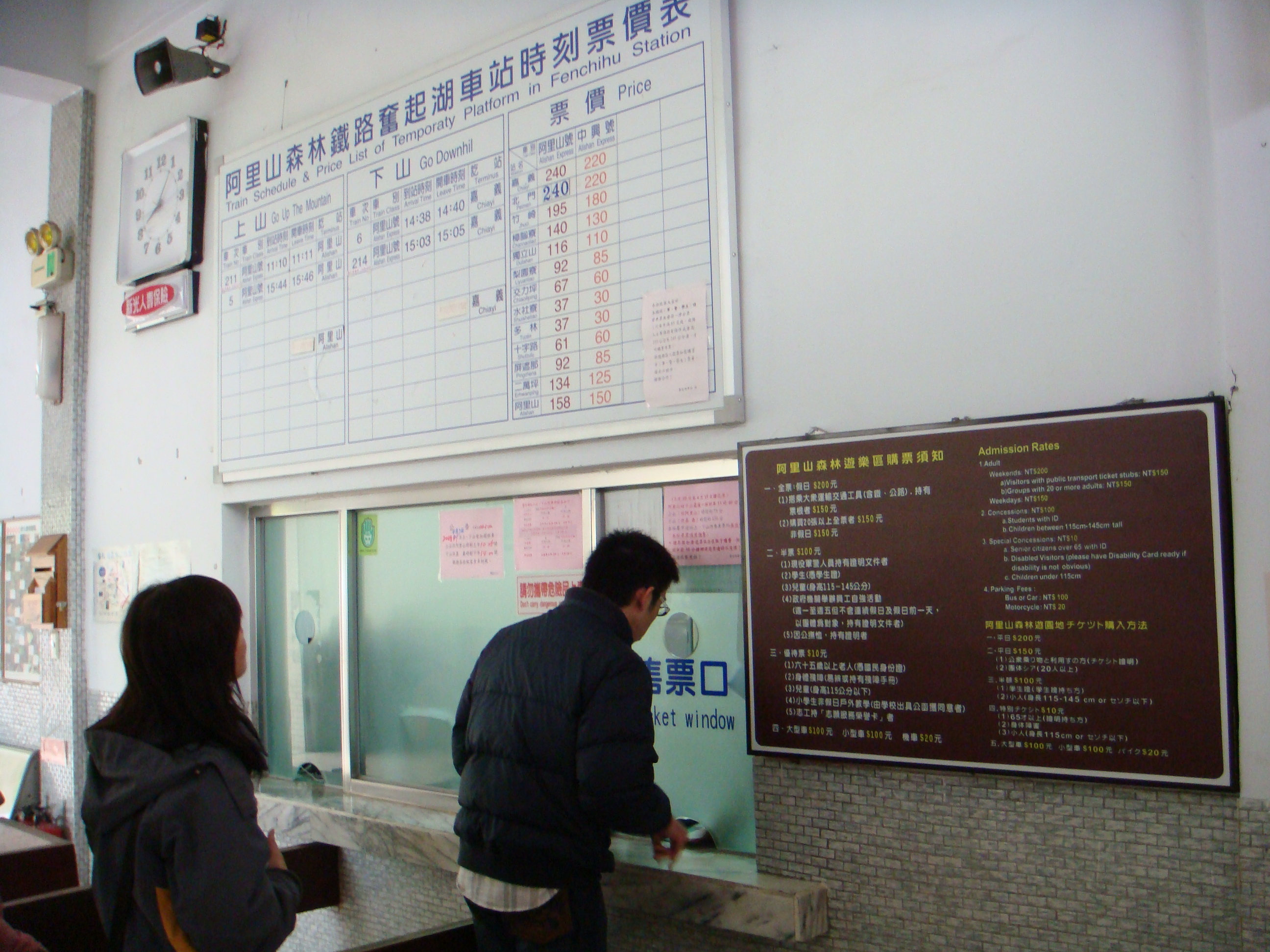
券売窓口
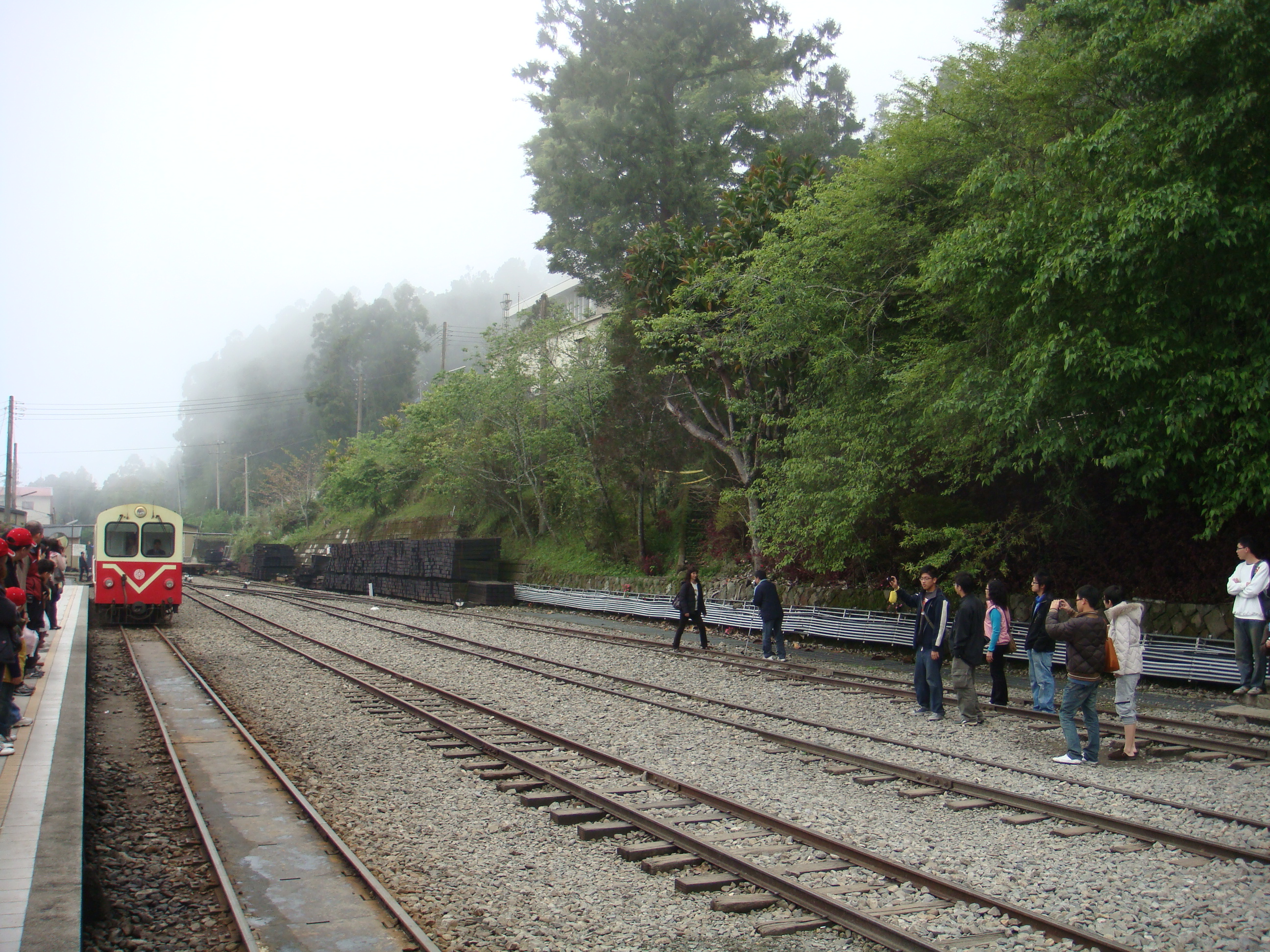
阿里山号進入
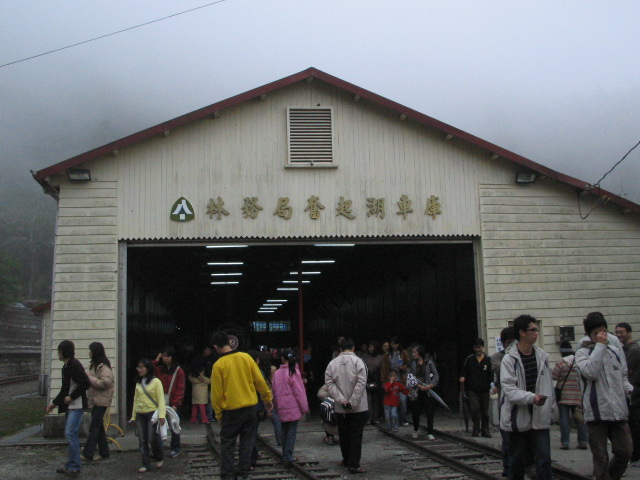
奮起湖車庫
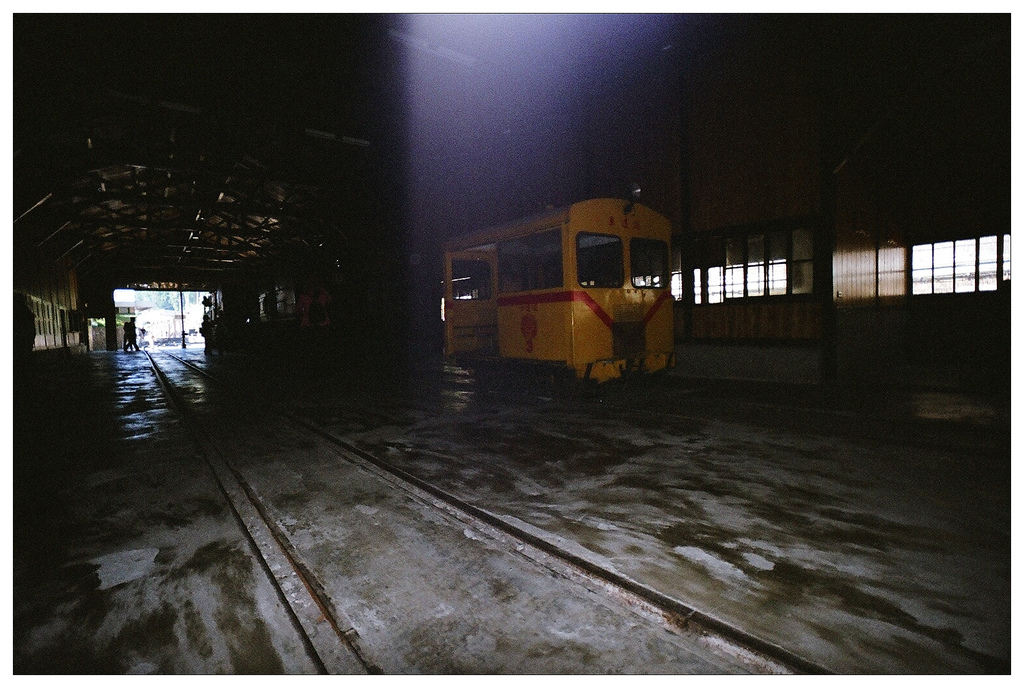
同左
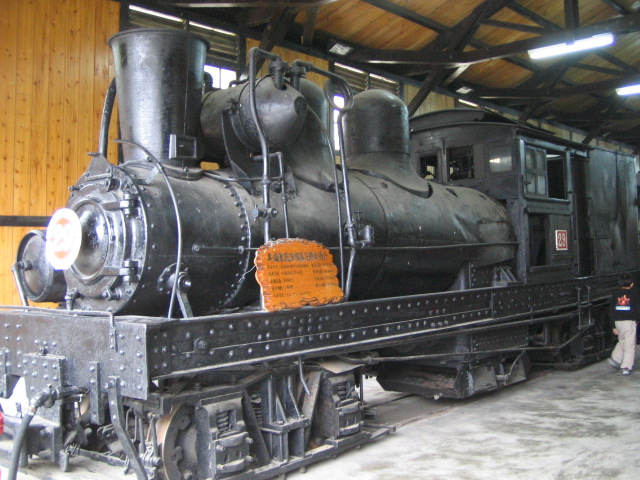
車庫内29号蒸気機関車
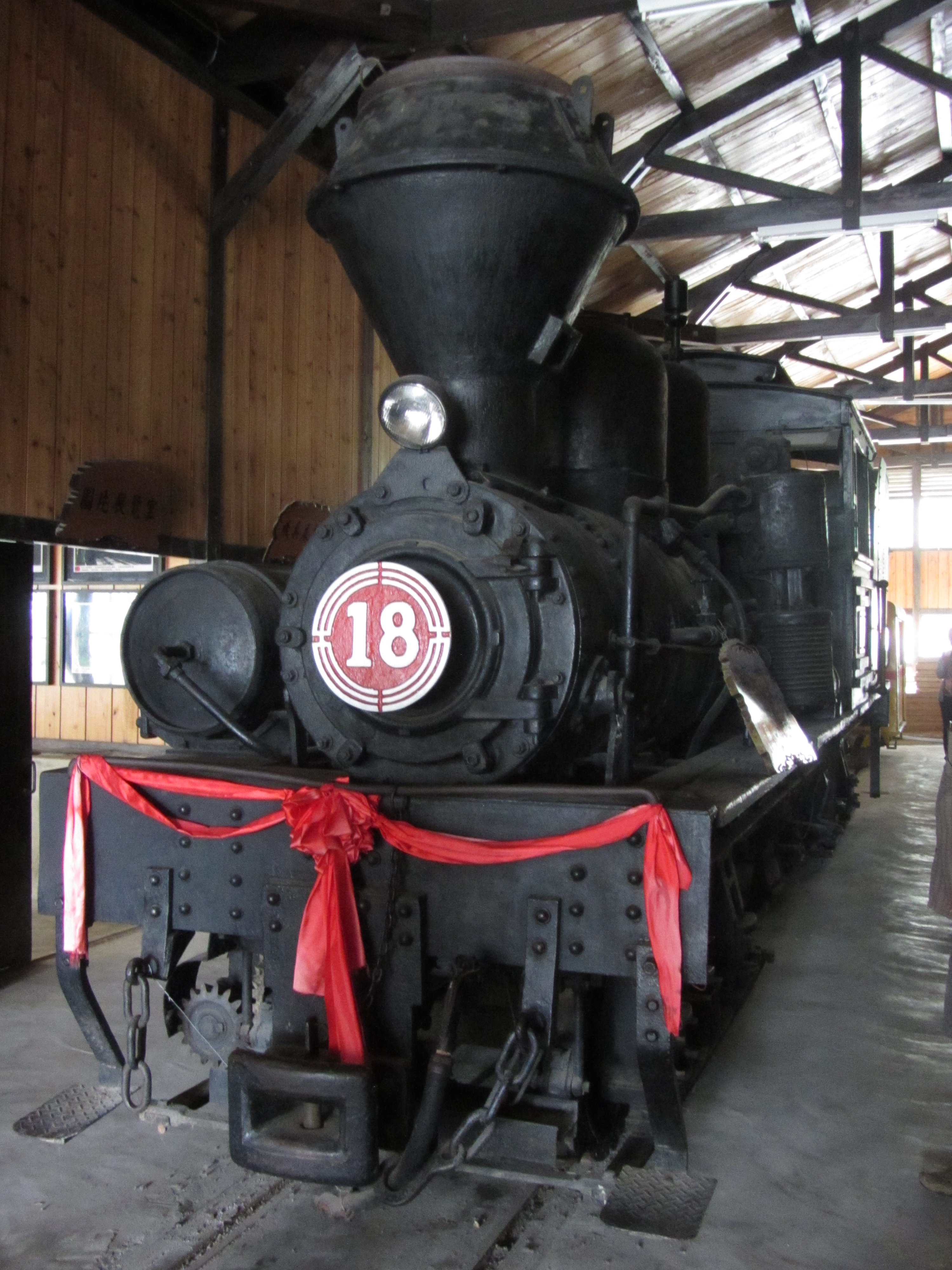
車庫内18号蒸気機関車
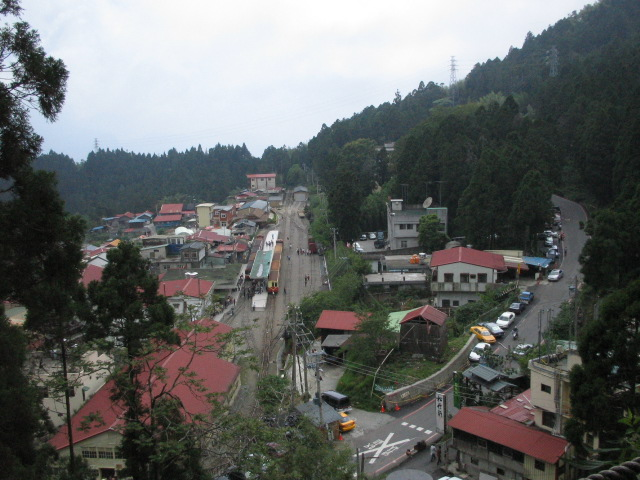
奮起湖駅遠景

## 駅周辺
- 県道169号
- 奮起湖国家風景区
- 奮起湖車庫園区
- セブンイレブン奮起湖門市
- 嘉義県阿里山鉄道文化協会
- 台湾電力奮起湖営業所
- 奮起湖ホテル（奮起湖大飯店）
- 奮起湖老街
- 奮起湖老街大飯店
- 嘉義県立中和国小
- 阿良鉄支路弁当
- 奮起湖登山食堂弁当
- 八掌渓

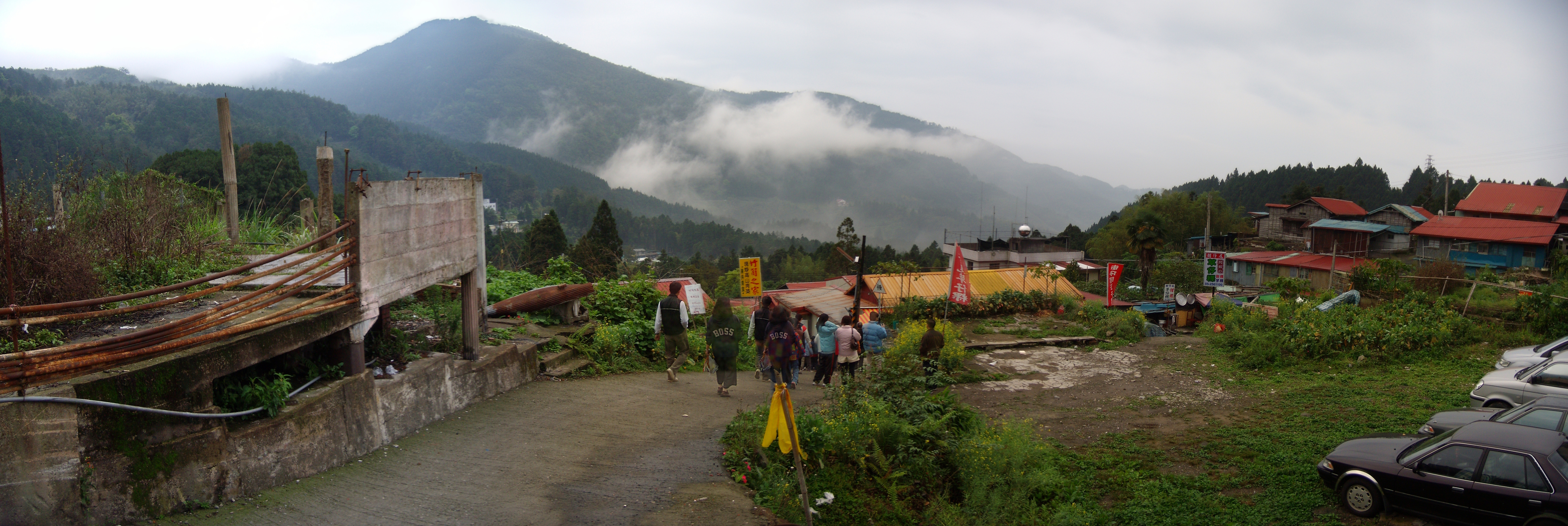
霧の奮起湖
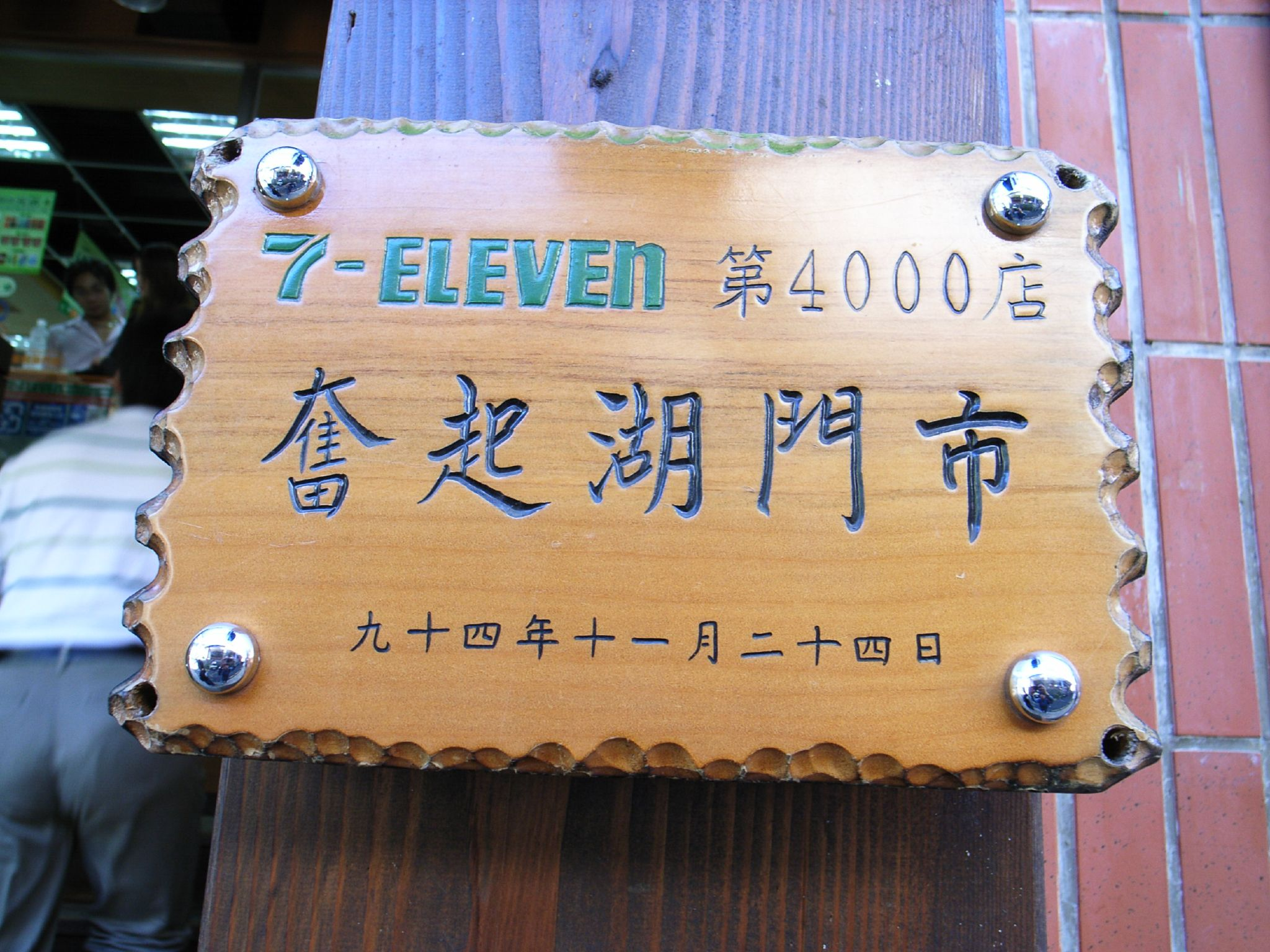
セブンイレブン4,000店舗目の奮起湖門市看板
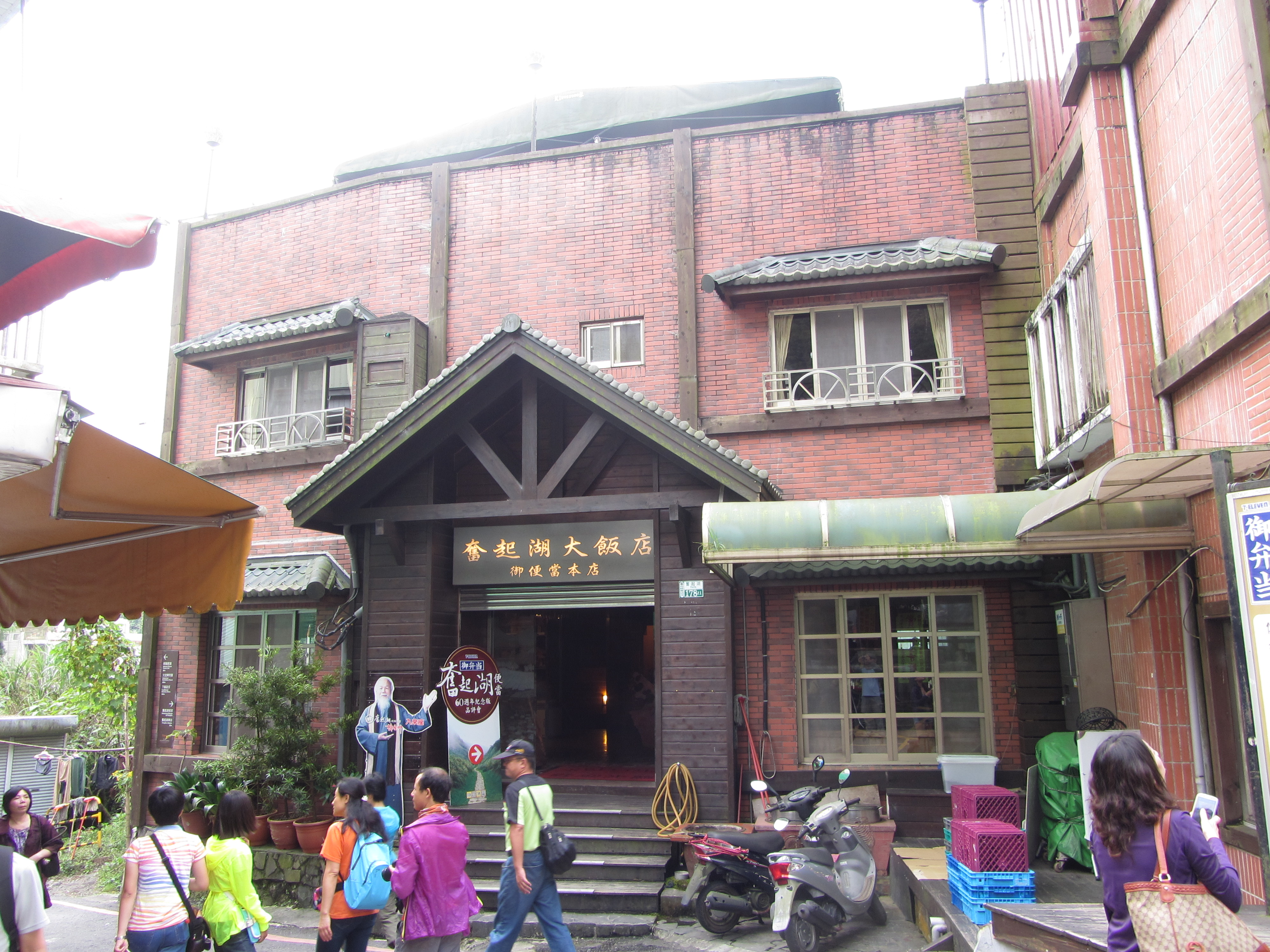
奮起湖ホテル（奮起湖大飯店）
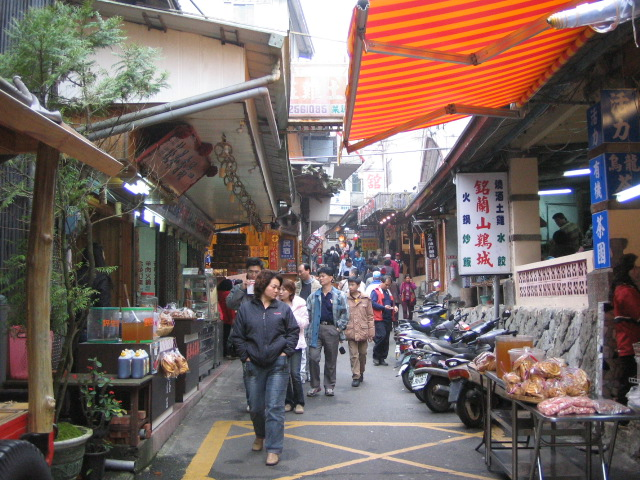
奮起湖老街
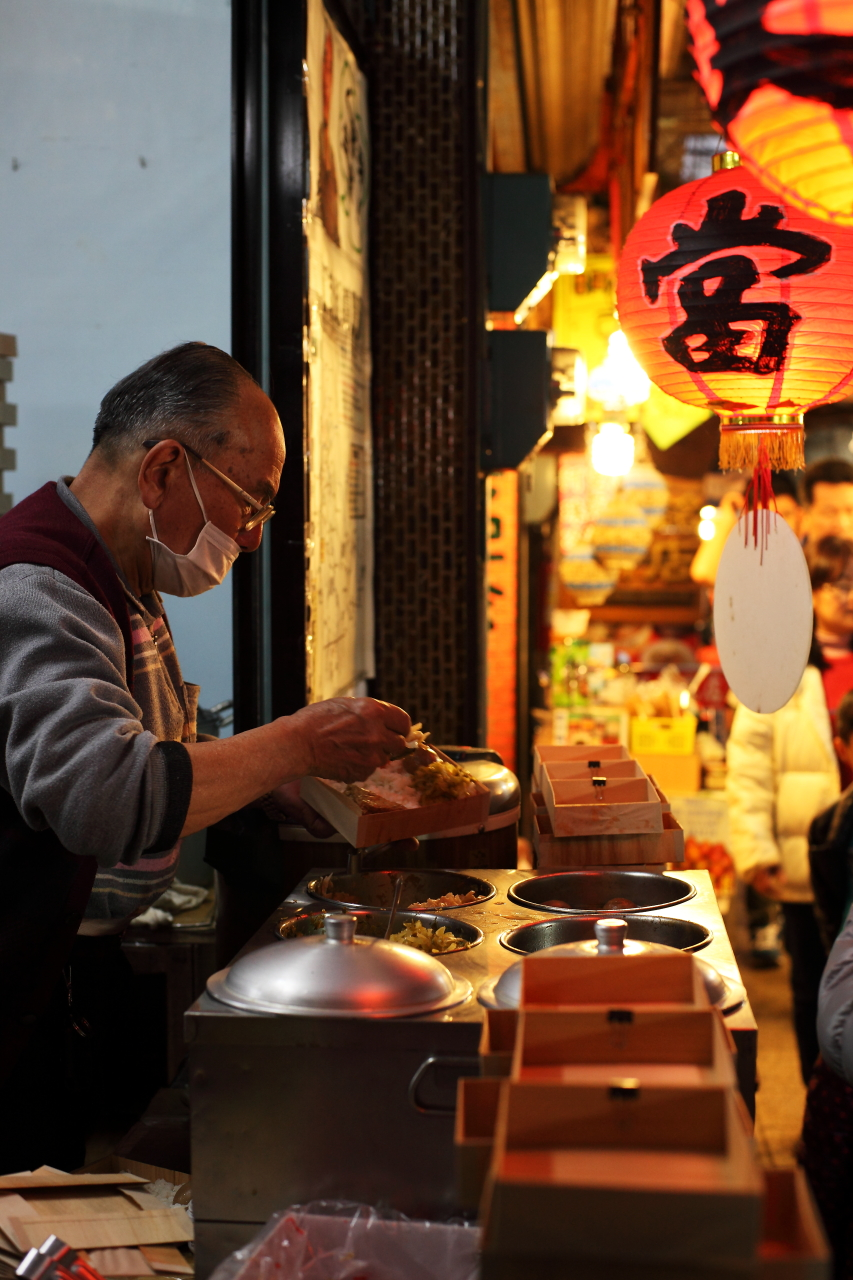
奮起湖老街の弁当店

## バス
最寄り停留所は《奮起湖終点站》
| 系統 | 事業者               | 区間          | 備考                               |
| ---- | -------------------- | ------------- | ---------------------------------- |
| 7302 | 嘉義県公共汽車管理処 | 嘉義 - 奮起湖 |                                    |
| 7322 | 嘉義県公共汽車管理処 | 嘉義 - 阿里山 | 台湾好行奮起湖石棹阿里山（B1）線。 |

## 歴史
- 1906年(明治39年) - 奮起湖車庫落成。
- 1912年(大正元年)10月1日 - 開業。
- 2009年
  - 3月2日 - 奮起湖車庫が県指定古蹟に登録[3]。
  - 8月8日 - 八八水災により不通に。
- 2014年1月27日 - 竹崎駅から当駅までが復旧[4][5]
- 2017年7月5日 - 当駅から十字路駅までの区間が復旧、嘉義駅から十字路へ週1便のクルージング列車運行開始[6][7][8]。

## 隣の駅
阿里山森林鉄路
■阿里山線
水社寮駅 - 奮起湖駅 - 多林駅